# Вси Светии (Крания)
„Вси Светии“ (на гръцки: Αγίων Πάντων) е възрожденска православна църква в гревенското село Крания (Турия), Егейска Македония, Гърция, част от Гревенската епархия.

## Местоположение
Църквата е разположена в центъра на селото. В просторния павиран двор има огромен чинар, а в задната част на храма е камбанарията.

## История
Църквата е построена в 1790 година, а красивият дървен резбован иконостас е създаден в народен стил от самарински дърворезбари в 1818 година. Според местното предание жителите искали да посветят църквата на Света Богородица. Но всеки донесъл в храма изображение на различен светец и така той бил посветен на Вси Светии, но църквата празнува и на Голяма Богородица.

## Архитектура
Църквата е базилика без купол и просторна женска църква със самостоятелен вход. Вдясно и вляво от входа от женската църква към наоса има два надписа.